# Teru Shimada
Teru Shimada (島田 輝, Shimada Teru), né Akira Shimada (島田 明, Shimada Akira) le 17 novembre 1905 à Mito (Japon) et mort le 19 juin 1988 à Encino (Californie), est un acteur nippo-américain.

## Biographie
Nikkeijin (américano-japonais de première génération), Shimada émigre aux États-Unis au début des années 1930 pour suivre les traces de son idole Sessue Hayakawa et commence à jouer au théâtre avant de trouver une carrière régulière en jouant des rôles de soutien dans des films hollywoodiens. Après avoir été interné pendant la Seconde Guerre mondiale, Shimada trouve une résurgence de carrière avec Humphrey Bogart dans le film Tokyo Joe de 1949.
Teru Shimada apparait par la suite dans de nombreux films et séries télévisées au cours des années 1950 et 1960. Il apparait également dans un épisode ("And Five of Us are Left") de la série télévisée américaine des années 1960 Voyage au fond des mers en 1965. Cette année-là, il fait également une apparition dans Perry Mason en tant que Dr Maseo Tachikawa dans « The Case of the Baffling Bug » et comme Ito Kumagi dans l'épisode de 1962 « The Case of the Capricious Corpse ». En 1970, il tient un rôle de premier plan dans un épisode de Hawaii Five-O ("The Reunion"). Son rôle le plus connu est sans doute venu en 1967, lorsqu'il a été choisi pour jouer le rôle de M. Osato, un agent de SPECTRE dans le film de James Bond de 1967, On ne vit que deux fois (You Only Live Twice).
Teru Shimada prend sa retraite au milieu des années 1970 après des apparitions dans Barnaby Jones et L'Homme qui valait trois milliards (The Six Million Dollar Man) et meurt le 19 juin 1988 à son domicile d’Encino, (Los Angeles, Californie). Il est enterré au cimetière Forest Lawn.

## Vie privée
Shimada ne s'est jamais marié (sur le projet de carte qu'il a reçu en 1940, il a cité Anna Snyder comme « plus proche parent »). Il est devenu citoyen américain en 1954 et a commencé à bénéficier de la sécurité sociale en 1970.

## Carrière

### On ne vit que deux fois
C'est à cette époque, au début de 1967, que Shimada obtient le rôle pour lequel il sera le plus connu, celui de M. Osato dans le film de James Bond On ne vit que deux fois (You Only Live Twice). M. Osato, un homme d'affaires japonais riche et respecté, dirige Osato Chemicals, une société de chimie et d'ingénierie qui est en fait une façade pour le syndicat international du crime SPECTRE.
Quand Bond (Sean Connery) vient le voir, le suave Osato l'avertit poliment : « Vous devriez arrêter de fumer. Les cigarettes sont très mauvaises pour votre poitrine ». M. Osato souhaite bonne chance à Bond alors qu'il quitte son bureau, puis attend quelques secondes, se tourne vers sa « secrétaire confidentielle » Helga Brandt (Karin Dor) et prononce la commande glaciale succincte : « Tuez-le ! ».
Shimada joue le rôle avec goût et reçoit une attention médiatique positive. Le tournage a notamment eu lieu au Japon et Shimada retourne dans son pays natal pour la première fois en près de 50 ans. Fuji TV a filmé un programme enregistrant la visite de Shimada dans sa maison d'enfance à Mito.

## Filmographie
- 1932 : The Washington Masquerade : dignitaire japonais (non crédité)
- 1932 : The Night Club Lady : Ito Mura (non crédité)
- 1933 : Gabriel au-dessus de la Maison-Blanche (Gabriel over the White House) de Gregory La Cava : l'amiral japonais à la conférence sur la dette (non crédité)
- 1933 : Midnight Club : Nishi (non crédité)
- 1934 : Four Frightened People : native
- 1934 : Rythmes d'amour (Murder at the Vanities) : Koto (non crédité)
- 1934 : Charlie Chan's Courage : homme de Jiu Jitsu
- 1934 : Images de la vie ( Imitation of Life) : client japonais dans la crêperie (non crédité)
- 1935 : Ville frontière (Bordertown) : diplômé en droit (non crédité)
- 1935 : Let 'em Have It : houseboy chinois (non crédité)
- 1935 : Les Hommes traqués (Public Hero#1) : Sam, houseboy japonais de Sonny (non crédité)
- 1935 : Oil for the Lamps of China : propriétaire de la maison de thé (non crédité)
- 1935 : The Affair of Susan : Spieler (non crédité)
- 1936 : La Révolte des zombies (Revolt of the Zombies) : Buna
- 1936 : White Legion : Dr Nogi
- 1939 : Mr. Moto's Last Warning : faux M. Moto (non crédité)
- 1941 : L'aventure commence à Bombay (They Met in Bombay) : colonel japonais (non crédité)
- 1944 : Les Fils du dragon (Dragon Seed) : villageois (non crédité)
- 1949 : Tokyo Joe : Ito
- 1950 : Emergency Wedding : Ho (non crédité)
- 1953 : La Guerre des mondes (The War of the Worlds) : diplomate japonais (non crédité)
- 1954 : The Snow Creature : Subra
- 1954 : Les Ponts de Toko-Ri (The Bridges at Toko-Ri) : Japanese Father (non crédité)
- 1955 : La Maison de bambou (House of Bamboo) : Nagaya (non crédité)
- 1956 : Navy Wife : Mayor Yoshida
- 1957 : Les Ailes de l'espérance (Battle Hymn) : officiel coréen
- 1957 : Le Délinquant involontaire (The Delicate Delinquent) : interprète japonais du Togo (non crédité)
- 1958 : L'Odyssée du sous-marin Nerka (Run Silent, Run Deep) : commandant de sous-marin japonais (non crédité)
- 1958 : Le Kid en kimono (The Geisha Boy) : Osakawa, détective japonais (non crédité)
- 1959 : Tokyo After Dark : Sen-Sei
- 1959 : La Bataille de la mer de Corail (Battle of the Coral Sea) : Comm. Mori
- 1960 : Le Rafiot héroïque (The Wackiest Ship in the Army) : Maj. Samada
- 1962 : La Guerre en dentelles (The Horizontal Lieutenant) : maître de cérémonie au spectacle (non crédité)
- 1963 : Pas de lauriers pour les tueurs (The Prize) : correspondant japonais (non crédité)
- 1965 : Un caïd (King Rat) : le général japonais
- 1966 : One Spy Too Many : président Sing-Mok
- 1966 : Rien ne sert de courir (Walk Don't Run) : Mr Kurawa
- 1966 : Batman : délégué japonais (non crédité)
- 1967 : On ne vit que deux fois (You Only Live Twice) : Mr Osato
- 1967 : The Sweet and the Bitter (en) : Tom Hirata
- 1967 : The Hardy Boys: The Mystery of the Chinese Junk : Mr Pan
- 1970 : Ya, ya, mon général ! (Which Way to the Front?) : officier de la marine japonaise (non crédité)